# Coupe Memorial 1964
Navigation
Édition précédente Édition suivante
La finale de l'édition 1964 de la Coupe Memorial est présentée au Maple Leaf Gardens de Toronto en Ontario et est disputé entre le vainqueur du Trophée George T. Richardson, remis à l'équipe championne de l'est du Canada et le vainqueur de la Coupe Abbott remis au champion de l'ouest du pays.

## Équipes participantes
- Les Marlboros de Toronto de l'Association de hockey de l'Ontario en tant que champion du Trophée George T. Richardson.
- Les Oil Kings d'Edmonton de la Ligue de hockey centrale de l'Alberta en tant que vainqueur de la Coupe Abbott.

### Résultats
| Match | Vainqueur            | Résultat | Perdant              | Lieu               |
| ----- | -------------------- | -------- | -------------------- | ------------------ |
| 1     | Marlboros de Toronto | 5-2      | Oil Kings d'Edmonton | Maple Leaf Gardens |
| 2     | Marlboros de Toronto | 3-2      | Oil Kings d'Edmonton | Maple Leaf Gardens |
| 3     | Marlboros de Toronto | 5-2      | Oil Kings d'Edmonton | Maple Leaf Gardens |
| 4     | Marlboros de Toronto | 7-2      | Oil Kings d'Edmonton | Maple Leaf Gardens |

## Effectifs
Voici la liste des joueurs des Marlboros de Toronto, équipe championne du tournoi 1964 :
- Entraîneur : Jim Gregory
- Gardiens :  Bill Henderson et Gary Smith.
- Défenseurs : Jack Chipchase,  Ray Dupont, Jim McKenny, Rod Seiling, Ray Winterstein
- Attaquants : Wayne Carleton, André Champagne, Gary Dineen, Ron Ellis, Nick Harbaruk, Paul Laurent, Grant Moore, Brit Selby, Peter Stemkowski, Mike Walton, Barry Watson, Gerry Meehan